# Harlem Désir
Harlem Désir (Parigi, 26 novembre 1959) è un politico e attivista francese di origini martinicane.

## Biografia
Europarlamentare, nel 1984, è stato il primo presidente dell'associazione SOS Racisme, posizione che occupa fino al 1992. Il 12 settembre 2012 è subentrato a Martine Aubry come Primo Segretario del Partito Socialista francese, restando in carica fino alla sua nomina come segretario di Stato agli Affari europei nel Governo Valls I.